# Wrigley Building

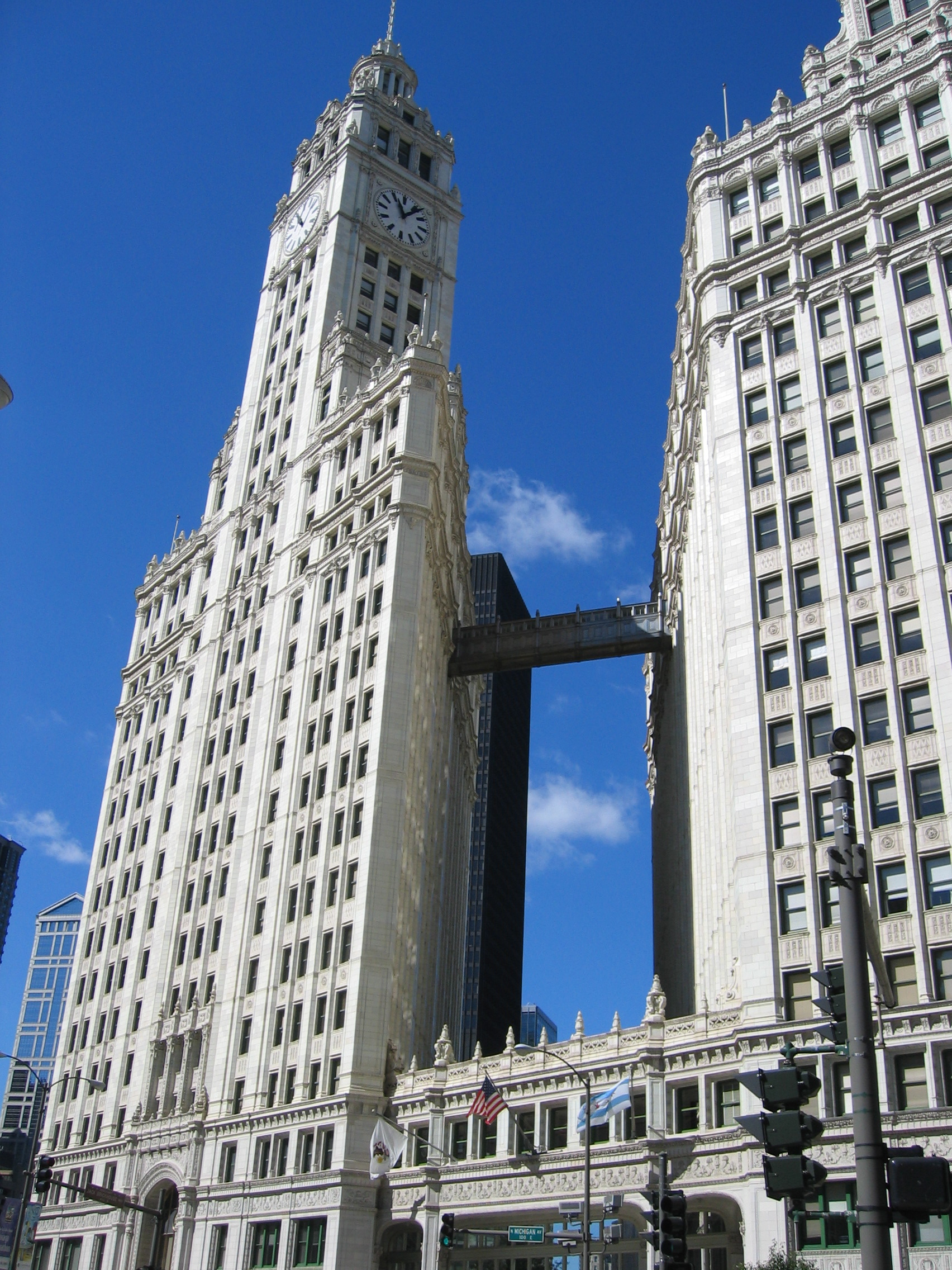
Wrigley Building

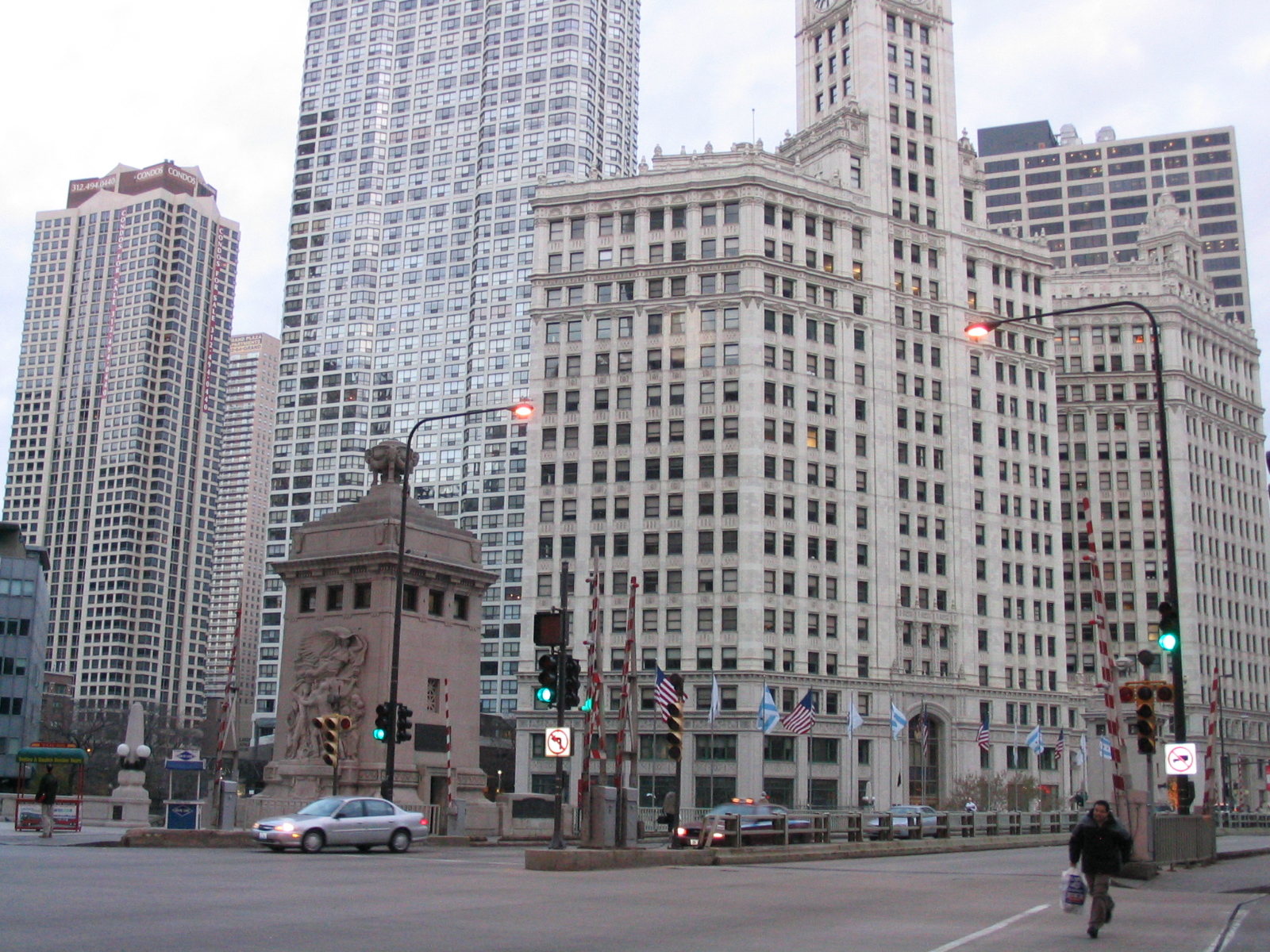
Wrigley Building

Das Wrigley Building ist ein Wolkenkratzer an der Magnificent Mile in Chicago (Illinois), gegenüber dem Tribune Tower. Es wurde als Hauptsitz der Wm. Wrigley Jr. Company gebaut. Seine Adresse ist 410 North Michigan Avenue.
Als das Gelände für das Wrigley Building 1920 ausgehoben wurde, standen noch keine großen Bürogebäude nördlich des Chicago River. Die Michigan Avenue-Brücke, die den Fluss direkt südlich des Wrigley Buildings überquert, war noch im Bau. Das Land wurde vom Kaugummi-Magnaten William Wrigley Jr. selbst zum Hauptsitz seiner Kaugummi-Firma gewählt. Das Gebäude wurde durch die Architektenfirma Graham, Anderson, Probst & White geplant. Die Form wurde an den Giralda-Turm der Kathedrale von Sevilla (Spanien), kombiniert mit Elementen der französischen Renaissance, angelehnt.
Der 133,5 Meter hohe Südturm wurde im April 1921, der 89,6 Meter hohe Nordturm im Mai 1924 fertiggestellt. Durchgänge zwischen den Türmen wurden im Erdgeschoss sowie im dritten Stock gebaut. 1931 wurde im 14. Stock ein weiterer Durchgang gebaut, um Büros einer Bank zu verbinden. Dies war nötig, um einer Chicagoer Verordnung über Bankfilialen zu entsprechen.
Die beiden Türme sind nicht gleich hoch. Der Südturm hat 30 Etagen, der Nordturm 21. Der Südturm hat eine Turmuhr mit Zifferblättern in alle Richtungen. Jedes Zifferblatt hat einen Durchmesser von fast sechs Metern. Die Terrakotta-Verkleidung verschafft der Fassade ihr glänzend weißes Aussehen. Gelegentlich wird das ganze Gebäude von Hand gewaschen, um die Terrakotta-Verkleidung zu bewahren. In der Nacht ist das Gebäude durch Flutlicht beleuchtet.
Das Wrigley Building war Chicagos erstes klimatisiertes Bürogebäude. Wenn man das Gebäude durch den mittleren Eingang betritt, befindet man sich in einer abgeschlossenen Parkanlage, von der aus man den Chicago River überblicken kann.
Am Fuß des Südturms befindet sich ein Treppenhaus, das zum Chicago River herunter führt. Dort werden Bootstouren auf dem Chicago River und dem Lake Michigan angeboten.